# 汉初三大名将
汉初三大名将指的是韩信、彭越、英布（黥布）等三人，辅佐汉高祖刘邦得天下，刘邦若无此三人的支持，便无法对项羽形成包围之势，最后击败项羽而建立汉朝。而劉邦戰勝主要對手項羽後，開始消滅異姓王，三人结局皆是以谋反罪被杀。

## 出处
- 张良：“九江王黥布，楚枭将，与项王有郄；彭越与齐王田荣反梁地：此两人可急使。而汉王之将独韩信可属大事，当一面。即欲捐之，捐之此三人，则楚可破也。”（《史记•留侯世家》）
- 令尹：“往年杀彭越，前年杀韩信，此三人者，同功一体之人也。自疑祸及身，故反耳。”（《史记·黥布列传》）
- “足下为汉则汉胜，与楚则楚胜。”（《史记·淮阴侯列传》蒯彻评价韩信）
- “当是之时，彭王一顾，与楚则汉破，与汉而楚破。”（《史记·季布栾布列传》栾布评价彭越）
- “夫大王发兵而倍楚，项王必留；留数月，汉之取天下可以万全。”（《史记·黥布列传》随何评价英布）